# Afferbach
Der Afferbach ist ein etwa fünfeinhalb Kilometer langer rechter Zufluss des Hösbaches im unterfränkischen Landkreis Aschaffenburg im Spessart.

## Name
Der Name leitet sich vom mhd. apfalter bzw. mundartlich affelder für Apfelbaum ab. Entsprechend ist die Bedeutung Apfelbaumbach.

## Geographie

### Verlauf
Der Afferbach entspringt in einem Tal östlich von Oberafferbach, durchfließt einen Weiher und verläuft Richtung Osten. Er nimmt den vom Hagelhof herabfließenden Fockenwaldgraben auf und erreicht Unterafferbach. Im Ort ist er komplett verrohrt. Der Afferbach fließt durch den geschützten Landschaftsbestandteil Afferbachtal nach Hösbach und mündet von rechts in den gleichnamigen Bach.

### Zuflüsse
- Fockenwaldgraben (links)
- Kellerngrund (links)

### Flusssystem Aschaff
- Fließgewässer im Flusssystem Aschaff

## Namensgeber
Der Afferbach gibt dem Johannesberger Ortsteil Oberafferbach und dem Goldbacher Ortsteil Unterafferbach ihre Namen.